# 二宫善基
二宫善基（1904年11月23日—1984年10月9日），日本东京都人，东洋碱业公司董事长、伊豆观光开发公司董事长。

## 生平
1927年，东京帝国大学经济学科毕业后，入日本兴业银行工作，历任部长、理事，1947年任副总裁，因昭和电工事件，翌年辞职。1950年，任东京化工公司总经理。1954年任东洋碱业公司总经理。1968年11月，担任董事长。